# المعزاب (السياني)

تعديل مصدري - تعديل

المعزاب هي إحدى قرى عزلة عميد الداخل بمديرية السياني التابعة لمحافظة إب، بلغ تعداد سكانها 209 نسمة حسب تعداد اليمن لعام 2004.